# بيغمان (حسين أباد كرمان)
بیغمان (بالفارسية: بیگمان) هي قرية تقع في إيران في Hoseynabad Rural District. يقدر عدد سكانها بـ 186 نسمة بحسب إحصاء 2016.